# Хосе Антоніо Конде (тенісист)
Хосе Антоніо Конде (ісп. José Antonio Conde; нар. 11 березня 1970) — колишній іспанський тенісист.
Найвищу одиночну позицію світового рейтингу — 274 місце досяг 22 березня 1993, парну — 89 місце — 11 вересня 1995 року.
Найвищим досягненням на турнірах Великого шолома було 3 коло в парному розряді.

## Фінали Туру ATP за кар'єру

### Парний розряд: 1 (0–1)
| Результат | W/L | Рік      | Турнір            | Покриття | Партнер      | Суперники             | Рахунок  |
| --------- | --- | -------- | ----------------- | -------- | ------------ | --------------------- | -------- |
| Поразка   | 0–1 | Вер 1994 | Бухарест, Румунія | Ґрунт    | Хорді Арресе | Вейн Артурс Саймон Юл | 4–6, 4–6 |

## Титули на челленджерах

### Парний розряд: (2)
| Ранг | Рік  | Турнір             | Покриття | Партнер       | Суперники                           | Рахунок       |
| ---- | ---- | ------------------ | -------- | ------------- | ----------------------------------- | ------------- |
| 1.   | 1996 | Аліканте, Іспанія  | Ґрунт    | Нуно Маркес   | Хуліан Алонсо Еміліо Санчес Вікаріо | 6–4, 7–5      |
| 2.   | 1998 | Барселона, Іспанія | Ґрунт    | Хав'єр Санчес | Массімо Бертоліні Крістіан Бранді   | 4–6, 6–4, 6–3 |